# ロタナ・ジェット
ロタナ・ジェット（英語：Rotana Jet）は、アラブ首長国連邦のアブダビに本拠地を置く航空会社である。2010年にエグゼクティブチャーター専門の航空会社として設立。その後、2012年6月2日よりアル・バティーンとシルバニヤス島を結ぶ定期便の運航を開始。アラブ首長国連邦では初めての国内線航空会社となった。

## 就航都市
2012年現在
- アラブ首長国連邦
  - アブダビ（アブダビ国際空港）
  - アブダビ（アル・バティーン・エグゼクティブ空港）
  - アルアイン（アルアイン国際空港）
  - デルマ島（デルマ島空港）
  - フジャイラ（フジャイラ国際空港）
  - シルバニヤス島（シルバニヤス島空港）

## 機材

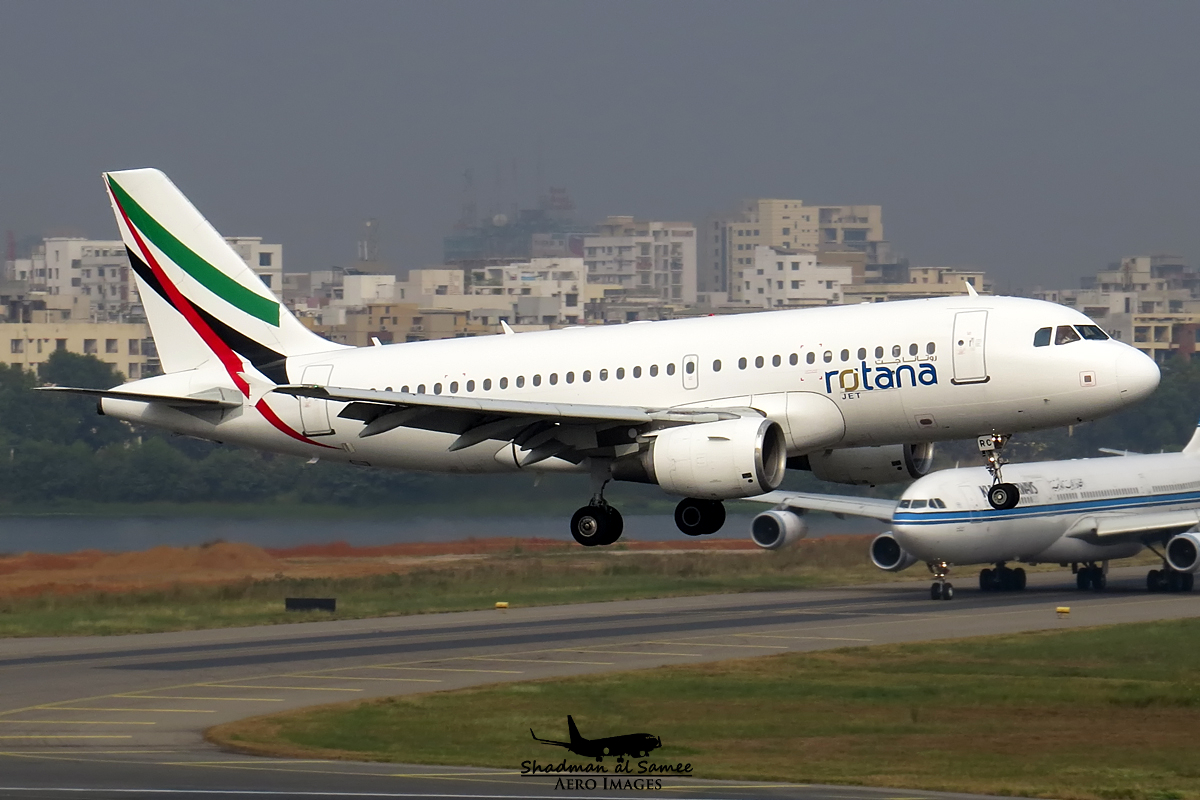
エアバスA319

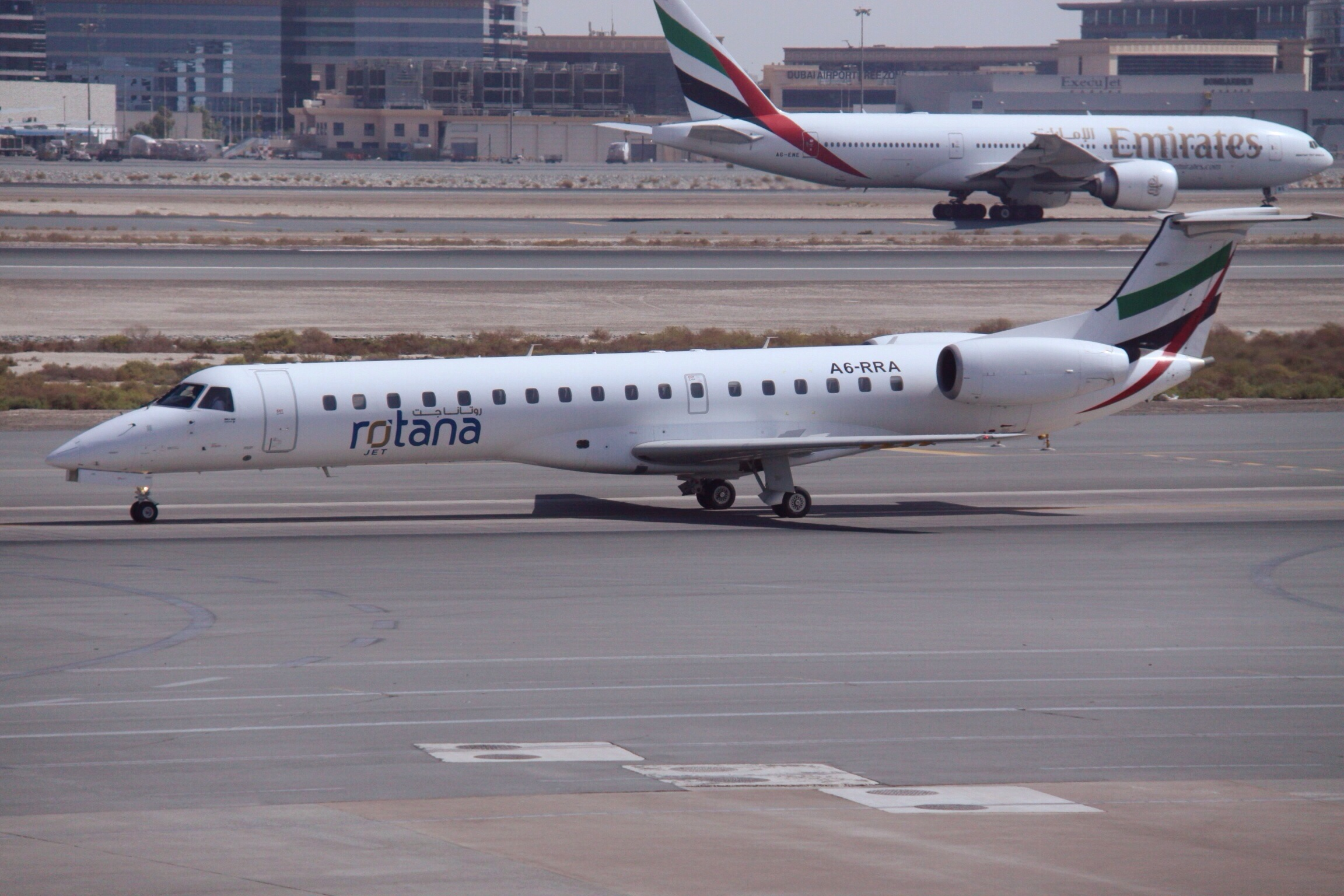
エンブラエル ERJ-145

2021年8月現在
- エアバスA319-100：1機

退役機材
- エンブラエル ERJ-145：2機